# The Grand Hour
The Grand Hour is de tweede ep van de Amerikaanse indierockband Guided by Voices. Het is de eerste uitgave van de band sinds ze tekenden bij Scat.

## Nummers
In 1994 werd 'Shocker in Gloomtown' gecoverd door The Breeders. Het nummer kwam terecht op hun ep Head to Toe (1994). Een van de bandleden van The Breeders, Kim Deal, zou later een duet opnemen met Guided by Voices' frontman Robert Pollard.
'Alien Lanes' en 'Bee Thousand' zijn tevens titels van twee latere albums.

## Ontvangst
Scott Sepich van AllMusic noemde de ep een korte, rommelige puinhoop. Volgens hem is The Grand Hour met name opmerkelijk vanwege de lo-fi "rocker" 'Shocker in Gloomtown', een nummer van 90 seconden dat veelvuldig tijdens concerten gespeeld zou worden.

## Tracklist
| Nr. | Titel                | Schrijver(s)                              | Duur |
| --- | -------------------- | ----------------------------------------- | ---- |
| 1.  | I'll Get Over It     | Jim Pollard, Robert Pollard, Tobin Sprout | 0:39 |
| 2.  | Shocker in Gloomtown | R. Pollard                                | 1:25 |
| 3.  | Alien Lanes          | J. Pollard, R. Pollard, Sprout            | 2:32 |

| Nr. | Titel         | Schrijver(s) | Duur |
| --- | ------------- | ------------ | ---- |
| 4.  | Off the Floor | Sprout       | 0:53 |
| 5.  | Break Even    | R. Pollard   | 2:28 |
| 6.  | Bee Thousand  | R. Pollard   | 1:30 |